# Alte Moschee von Tirana

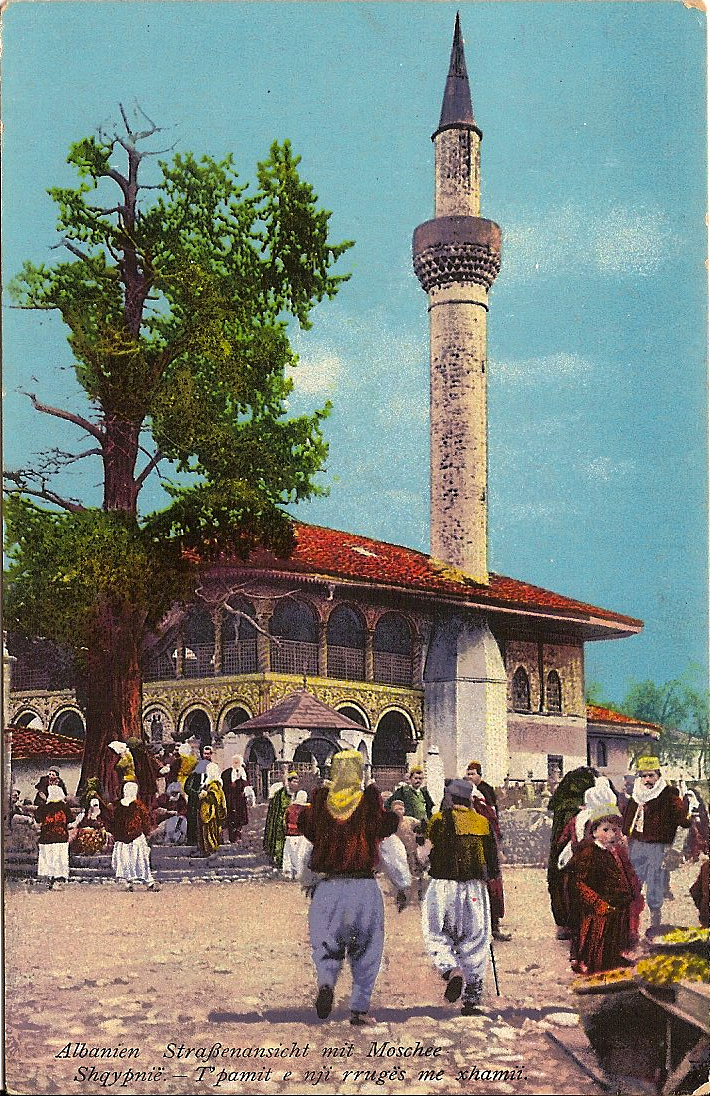
Kolorierte Postkarte von Purger & Co., ca. 1914

Die Alte Moschee (albanisch Xhamia e Vjetër), auch als Sulejman-Pascha-Moschee (Xhamia e Sylejman Pashës) oder Moschee von Tirana (Xhamia e Tiranës) bezeichnet, war die Gründungsmoschee der albanischen Hauptstadt Tirana. Um diese Moschee, die vom osmanischen General Sulejman Pascha Bargjini zusammen mit einer Bäckerei und einem Hamam gestiftet wurde, entwickelte sich ab der ersten Hälfte des 17. Jahrhunderts die Stadt Tirana.

## Geschichte
Die Moschee wurde im Jahre 1614 errichtet und war die älteste Moschee Tiranas. Als osmanischer General albanischer Herkunft hatte Sulejman Pascha Bargjini zuvor gegen die Safawiden in Persien gekämpft. Die Legende sagt, er habe die Stadt Tirana bei der Gründung nach der heutigen iranischen Hauptstadt Teheran benannt. Der Name wurde aber schon zuvor für die Ebene und vielleicht auch eine Ansiedlung verwendet.
Verbunden mit der Alten Moschee ist die Sulejman-Pascha-Türbe. Diese wird oft verwechselt mit der Kapllan-Pascha-Türbe, die um 1820 auf der gegenüberliegenden Straßenseite erbaut wurde und noch heute erhalten ist.
Keine 300 Meter weiter westlich liegt die Et’hem-Bey-Moschee, die 1794 von Sulejman Pascha Bargjinis Nachkommen Mullah Bej von Petrela in Auftrag gegeben worden ist. Die ebenfalls sehr aufwändig ausgeschmückte Moschee wurde von dessen Sohn Haxhi Ethem Pascha im Jahr 1821 fertiggestellt. Das ältere Gotteshaus war aber die Hauptmoschee der Stadt, wo die Muslimische Gemeinschaft die wichtigsten Festtage beging. Auch der italienische König Viktor Emanuel III. besichtigte während seiner Albanienreise im Jahr 1940 diese Moschee.
Die Alte Moschee wurde während des Zweiten Weltkriegs bei den Kämpfen um Tirana im November 1944 zerstört. Einzig das Minarett blieb erhalten. Im Gegensatz zu anderen Moscheen Tiranas wurde die Alte Moschee, obwohl Geld für den Wiederaufbau gesammelt worden war, nicht restauriert, sondern 1945 komplett abgebrochen. Die Regierung der Sozialistischen Volksrepublik Albanien ließ an ihrer Stelle im Jahr 1949 ein Partisanen-Monument erbauen.
Der Platz ist heute nach Sulejman Pascha benannt. Eine Statue erinnert an den Stadtgründer.

## Gebäude

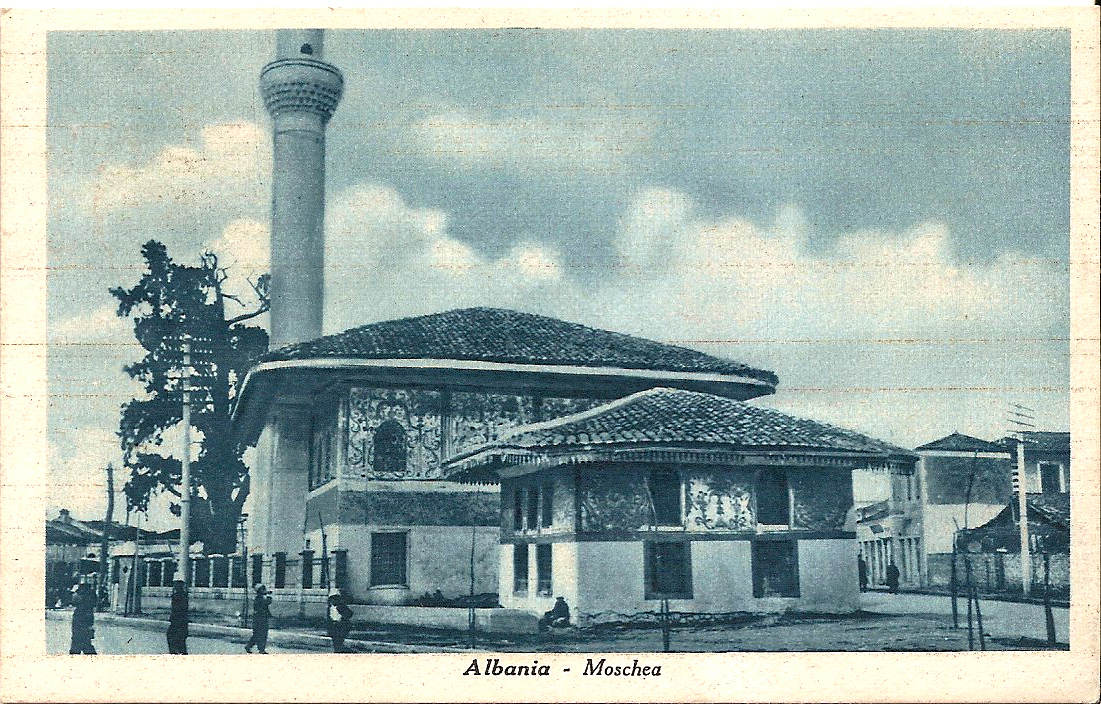
Die Moschee mit der Sulejman-Pascha-Türbe im Vordergrund (Postkarte von 1939)

Im Jahr 1840 wurden Erneuerungsarbeiten ausgeführt. Es ist unklar, inwiefern diese den Gebäudeentwurf verändert haben, da alle Bilder der Moschee erst danach entstanden sind. Die ältesten überlieferten Abbildungen sind Zeichnungen des englischen Malers Edward Lear aus dem Jahr 1848.
Der französische Archäologe Léon Rey lieferte 1930 eine recht detaillierte Beschreibung der Moschee: Wie die Et’hem-Bey-Moschee war die Alte Moschee auf der West- und Ostseite von einer offenen, hölzernen Vorhalle umgeben. Diese war zweistöckig; eine Stiege in der Nordostecke führte in die erste Etage hoch. Der Zwischenboden wurde durch drei Säulen gestützt. Eine kleine Pforte führte vom ersten Stock der Vorhalle zu einer Empore im Innenraum. Im Nordwesten befand sich das im Jahr 1633 erbaute Minarett.
Rey schreibt, dass das Gebäude wurde auf der Nordseite betreten wurde. Andere Autoren sprechen aber von einer Südost-Nordwest-Ausrichtung des Gebäudes, so dass der Eingang auf der nordwestlichen Seite zu liegen käme.
Mit Vorhalle dürfte die Moschee rund 16 Meter breit und 13 Meter tief gewesen sein. Die Höhe des Gebäudes wird auf neun Meter, das Minarett auf 25 Meter Höhe geschätzt.
Eine Inschrift über der Türe erwähnte den Stifter. Das Innere war reich mit floralen Mustern bemalt. Auch an der Außenwand waren Zierstreifen mit diversen Früchten und Obst aufgebracht. Sehr kunstvoll seien auch die Fenster ausgearbeitet gewesen.
Durch eine gedeckte Passage war die Moschee mit der benachbarten Türbe verbunden. Darin befanden sich die Grabstätten von Sulejman Pascha und von Ceno Bej Kryeziu (1895–1927). Auf der einen Wand war ein großes Gemälde von Istanbul angebracht, das Rey besonders hervorhob.
Das Grundstück der Moschee war eingezäumt. Auf dem Gelände befand sich noch ein überdachter Brunnen und zwei Gräber.